# Personal Rescue Enclosure

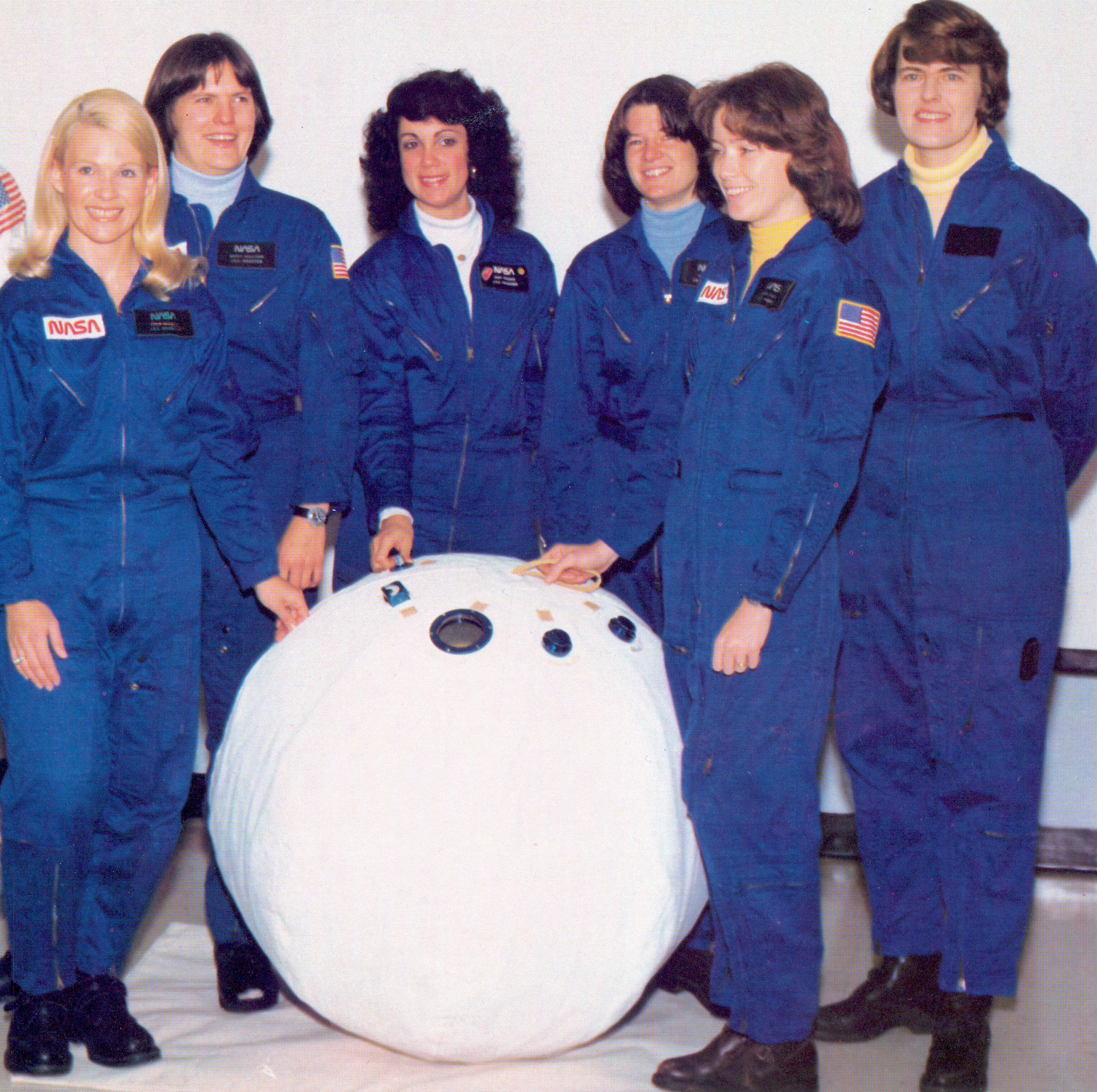
Die ersten sechs Astronautinnen der NASA vor einem Rescue Ball (1980)

Die Personal Rescue Enclosure (deutsch etwa Ein-Mann-Rettungskapsel), auch kurz Rescue Ball (deutsch Rettungskugel) oder PRE genannt, ist eine kleine Raumkapsel ohne eigenen Antrieb. Sie wurde ab 1975 als Prototyp im Auftrag der NASA entwickelt, kam aber nicht zum praktischen Einsatz. Ihr geplanter Einsatz war die Rettung von Raumfahrern von einem Space Shuttle in ein anderes bei einem Szenario, in dem nicht genügend Raumanzüge zur Verfügung stehen.

## Hintergrund
Zwei Space Shuttles konnten nicht aneinander andocken. In einem eventuell nötigen Rettungsszenario, bei dem die Besatzung eines Space Shuttles in ein anderes überwechseln sollte, hätte daher die komplette Besatzung einen Außenbordeinsatz machen müssen. In der Anfangszeit des Space-Shuttle-Programms wurden jedoch nicht für alle Besatzungsmitglieder Raumanzüge mitgeführt. Daher wurde die PRE entwickelt.
Auch bei Problemen mit dem Lebenserhaltungssystem an Bord hätte die PRE der Besatzung Zuflucht geboten.

## Geschichte
Der Auftrag zur Entwicklung des Rescue Ball wurde 1975 von der NASA an den Hersteller von Raumanzügen ILC Dover vergeben. Eine Kombination aus Budgetbeschränkungen, Gewichtsproblemen und verfügbarem Platz im Space Shuttle ließ das Projekt jedoch nicht über das Versuchsstadium hinauskommen und es flog auf keiner Shuttle-Mission mit.
Seit der Challenger-Katastrophe trugen alle Crewmitglieder in den kritischen Missionsphasen Raumanzüge.
Jedoch wurden PREs auch nach der Einstellung der Entwicklung noch beim Auswahlverfahren für Astronautenkandidaten eingesetzt, um deren Reaktion auf beengten Raum und Stresssituationen zu beobachten.

## Funktionsprinzip

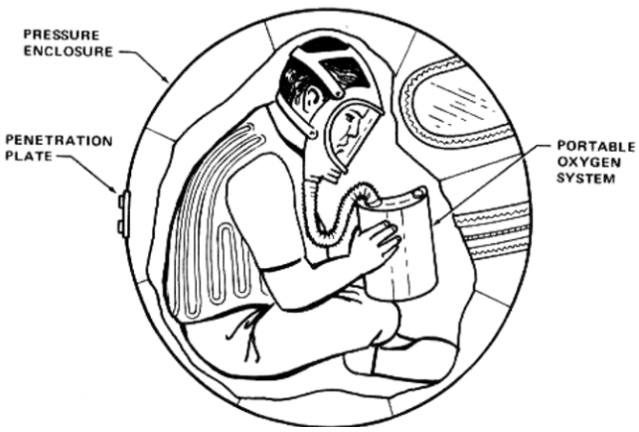
Aufbau der Personal Rescue Enclosure

Die PRE ist ein minimales Raumschiff in Kugelform mit einem Durchmesser von 86 cm und einem Innenvolumen von 0,33 m3. Die PRE besteht aus Stoff und wenn sie nicht unter Druck stand, konnte sie platzsparend verstaut werden. Aufgrund der kompakten Bauweise hätten bis zu fünf PREs an Bord des Space Shuttles mitgeführt werden können.
Eine dreischichtige Außenhaut schützt den Passagier vor dem Vakuum, der Hitze und der Kälte im Weltraum: eine innere Schicht aus Polyurethan, eine mittlere aus Kevlar und außen eine weiße Wärmeschutzschicht. Ein kleines Bullauge aus Lexan und ein Kommunikationssystem dienten zur Kommunikation mit der Außenwelt.
Der Einstieg erfolgte durch eine per Reißverschluss verschließbare Öffnung. Der Astronaut begab sich mit stark angewinkelten Beinen (in Embryonalhaltung) in die PRE, die dann von einem anderen Raumfahrer verschlossen wurde. Zur Versorgung mit Atemluft wurde eine Sauerstoffmaske angelegt und ein Behälter mit Sauerstoff und Kohlenstoffdioxid-Absorbern für eine Überlebenszeit von einer Stunde mitgeführt. Während die PRE sich noch in der Luftschleuse befand, übernahm eine Nabelschnur die Luftversorgung.
Nach dem Öffnen der Luftschleuse sollte der Rescue Ball von einem weiteren Astronauten im Raumanzug zum Rettungsschiff transportiert werden. Der Ball sollte anschließend zurückgebracht und die Prozedur wiederholt werden, bis alle Besatzungsmitglieder ins Rettungsschiff gebracht wurden. Alternativ war der Transport mit dem Roboterarm Remote Manipulator System oder mit einem Jolltau (ähnlich der Rettung Schiffbrüchiger mit einer Hosenboje) geplant.